# Christoph Schwarz
Christoph Schwarz (1959) è un allenatore di sci nordico ed ex saltatore con gli sci tedesco. Durante la sua carriera agonistica gareggiò per la nazionale tedesca occidentale.

## Biografia

### Carriera sciistica
Debuttò a livello internazionale in occasione della tappa del Torneo dei quattro trampolini di Oberstdorf del 30 dicembre 1976 (52°); in Coppa del Mondo esordì il 30 dicembre 1980 nella medesima località (14°) e ottenne il miglior piazzamento il 30 dicembre 1981 sempre a Oberstdorf (5°).
In carriera prese parte a un'edizione dei Campionati mondiali, Oslo 1982 (26° nel trampolino normale).

### Carriera da allenatore
Dopo il ritiro divenne allenatore della squadra per la quale aveva gareggiato, il WSV Oberaudorf 05.

## Palmarès

### Coppa del Mondo
- Miglior piazzamento in classifica generale: 23º nel 1982